# Dun Grugaig
Dun Grugaig är en fornlämning i kommunen Highland i Skottland. Den är en så kallad broch, det vill säga en typ av fornborg, och antas ha anlagts under järnåldern, vilket i Storbritannien motsvarar perioden 800 f.Kr. till 200 e.Kr. Dun Grugaig ligger 86 meter över havet.
Trakten runt Dun Grugaig är nära nog obefolkad, med mindre än två invånare per kvadratkilometer. Närmaste större samhälle är Glenelg, 5 km nordväst om Dun Grugaig. I omgivningarna runt Dun Grugaig växer i huvudsak blandskog.